# Pennatulicola
Genre
Pennatulicola est un genre de copépodes de la famille des Rhynchomolgidae.

## Distribution
Les espèces de ce genre se rencontrent dans l'océan Atlantique, l'océan Pacifique et l'océan Indien.
Les espèces de ce genre sont associées à des pennatules et scléractiniaires.

## Liste des espèces
Selon World Register of Marine Species (24 décembre 2017) :
- Pennatulicola corallophilus Nair B. & Pillai N.K., 1986
- Pennatulicola piscatorius Itoh & Kim I.H., 2015
- Pennatulicola pteroidis (Della Valle, 1880)
- Pennatulicola pterophilus (Stock, 1962)
- Pennatulicola robustclavus Uyeno, 2015
- Pennatulicola serratipes (Ummerkutty, 1962)

## Publication originale
- Humes & Stock, 1972 : Preliminary notes on a revision of the Lichomolgidae, cyclopoid copepods mainly associated with marine invertebrates. Bulletin of the Zoological Museum of the University of Amsterdam, vol. 2, no 12, p. 121-133.